# Convento de Sant Domènec de Girona
O Convento de Sant Domènec de Girona foi fundado em 1253 na cidade de Girona por Berenguer de Castellbisbal, da Ordem Dominicana. É um marco cultural das Bienes de Interés. Foi um dos primeiros edifícios góticos da Catalunha.